# ブラントン美術館

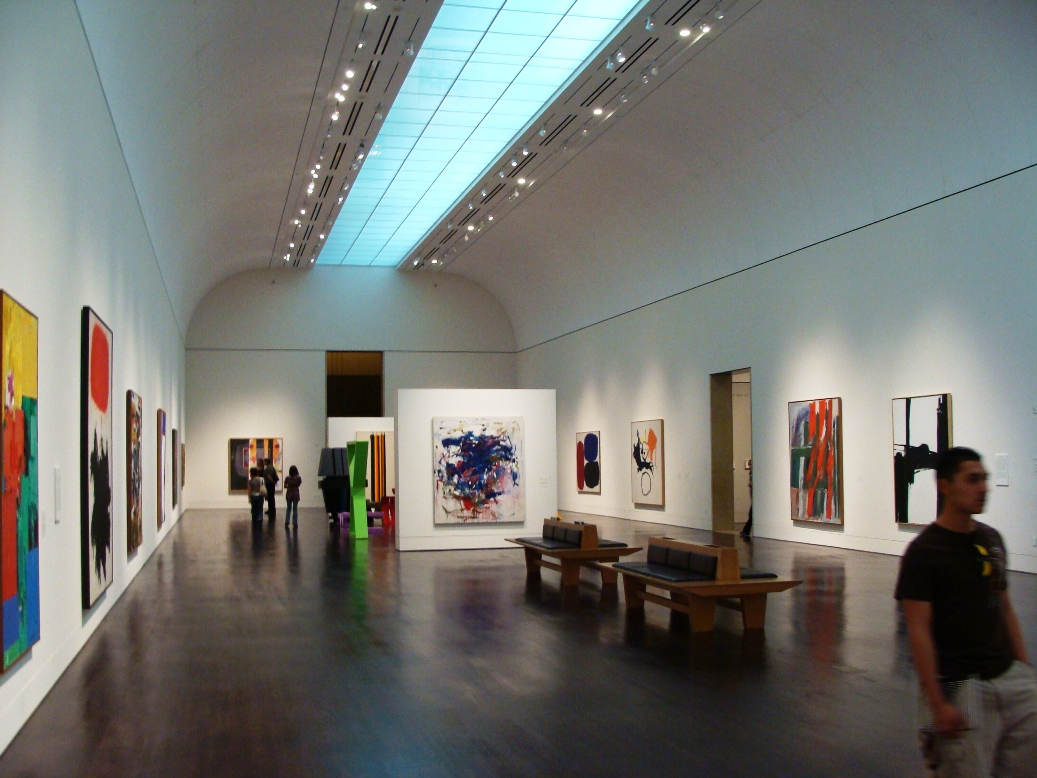
ブラントン美術館

ブラントン美術館 (Jack S. Blanton Museum of Art) は、アメリカ合衆国テキサス州オースティンにあるテキサス大学オースティン校の美術館と研究センターである。 
アメリカで最も大きな大学美術館のひとつで、ヨーロッパ、アメリカ、ラテンアメリカの作品を約17,000点所蔵している。
1963年に大学美術館として設立された。

## 主な所蔵作品

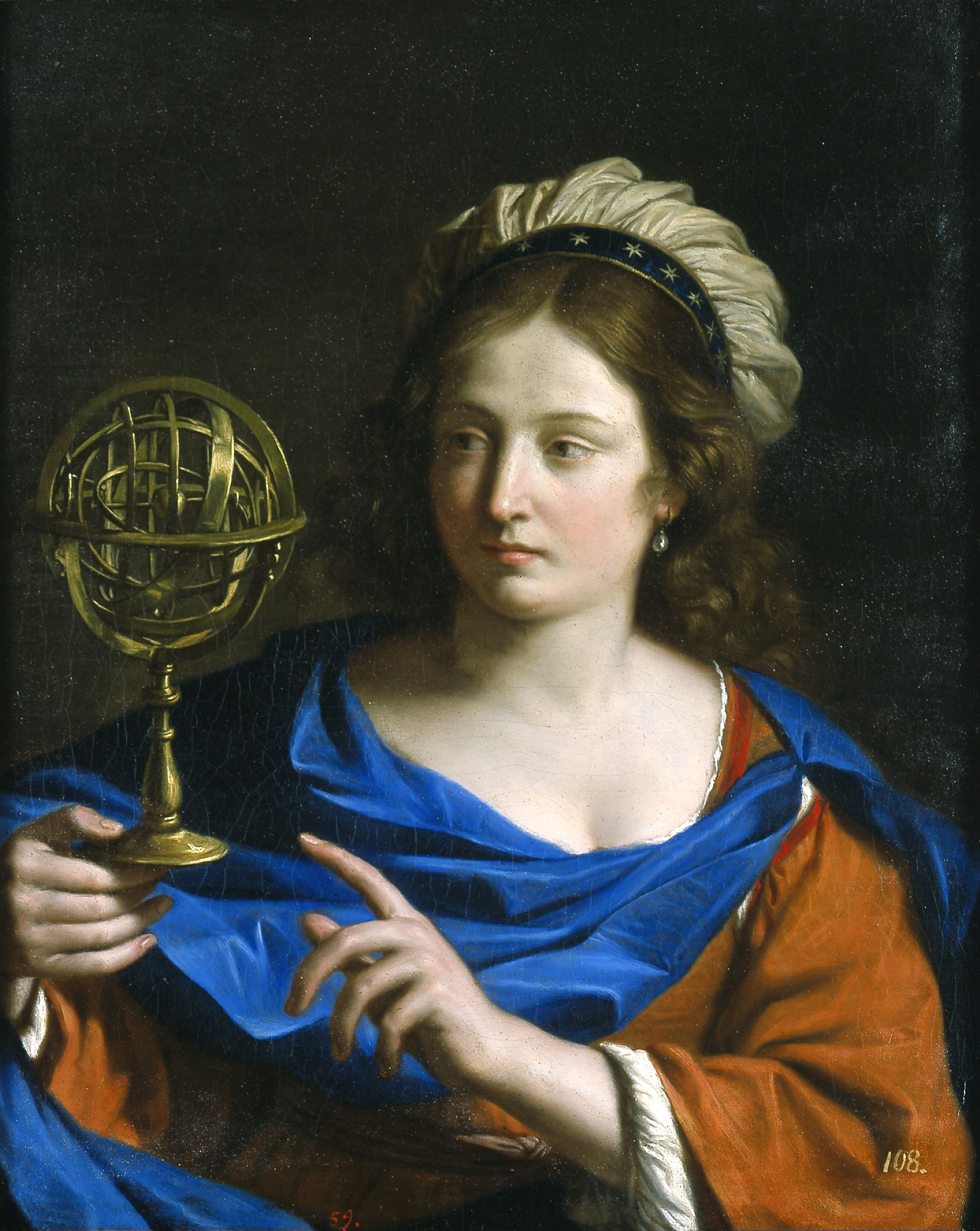
グエルチーノ 『占星術の象徴』(1650/1655)
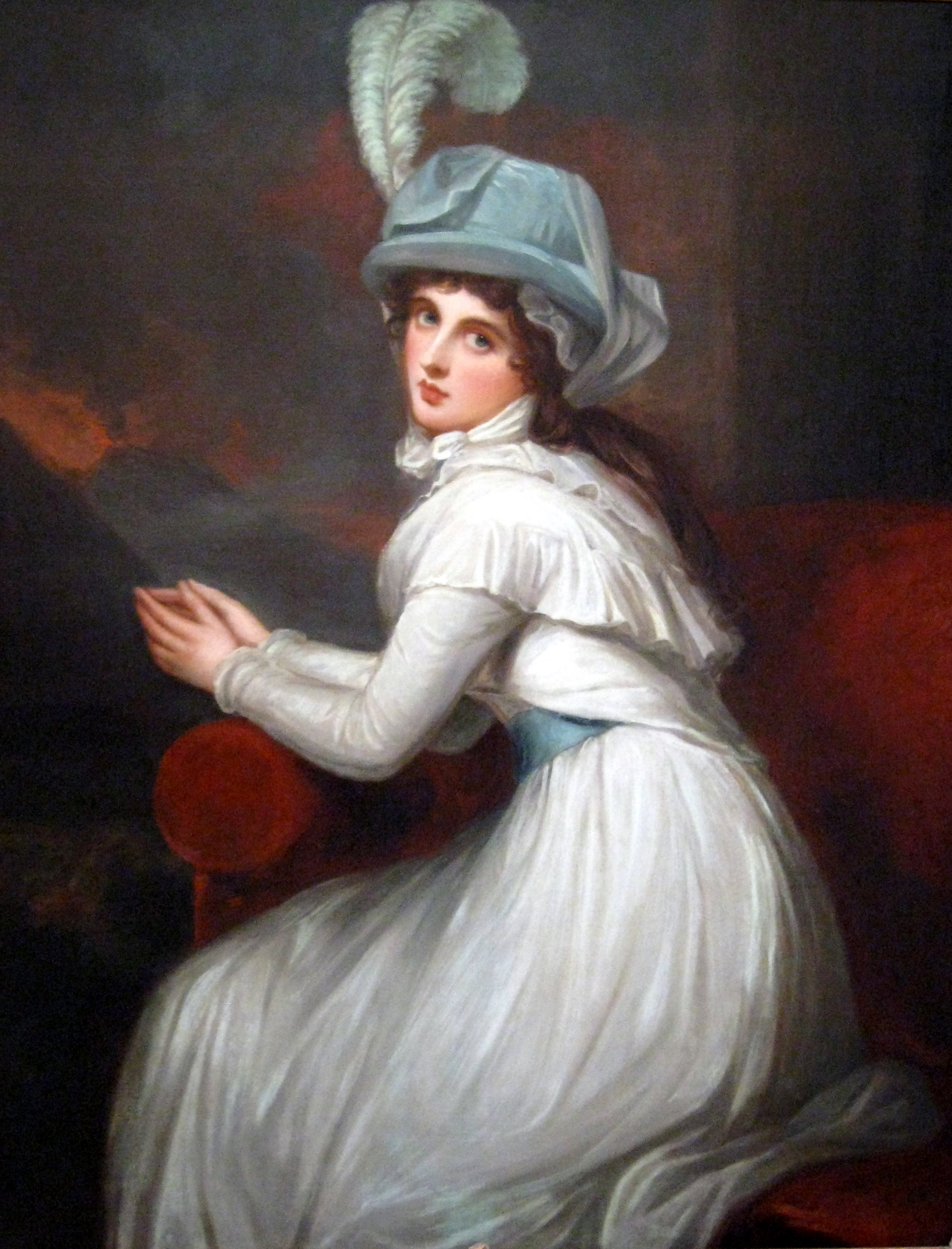
ジョージ・ロムニー Lady Hamilton(1791)
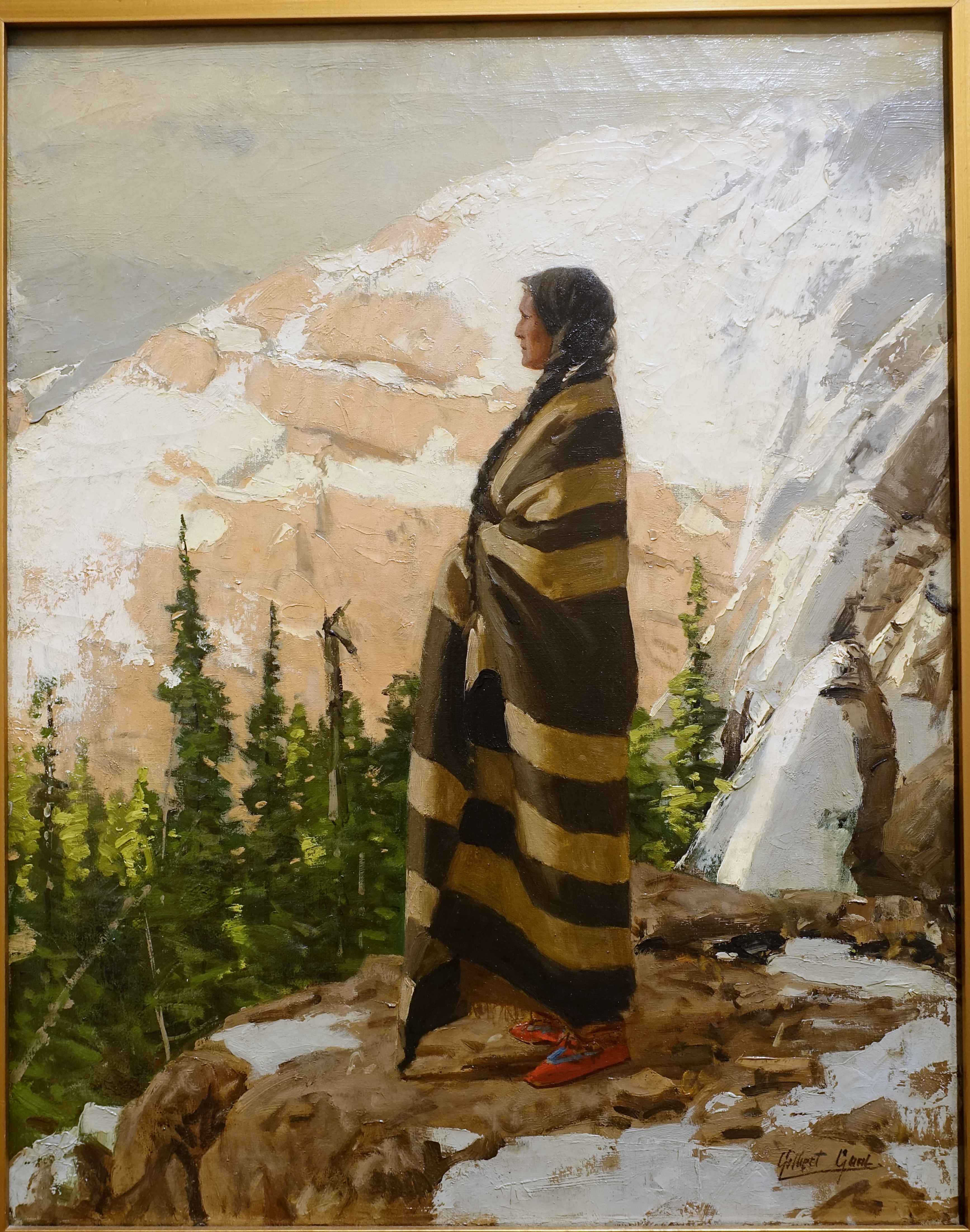
ギルバート・ゴール 『自由の地』 (c.1900)
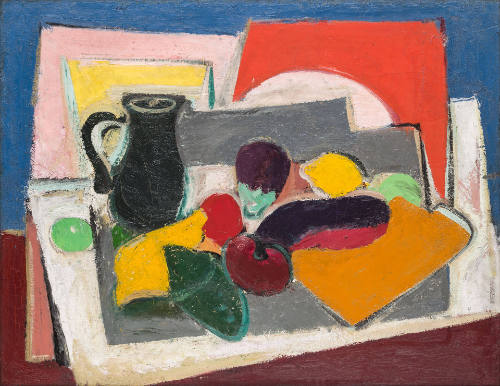
アーシル・ゴーキー 『静物』 (1928)